# État polonais clandestin

Drapeau de l'État polonais clandestin.

L'État polonais clandestin (en polonais : Polskie Państwo Podziemne) est un terme désignant l'ensemble des organisations de la Résistance intérieure polonaise, à la fois militaires et civiles, actives sur le territoire de la Pologne occupée et qui sont fidèles au gouvernement polonais en exil à Londres. Ce gouvernement qui s'est reconstitué à l'étranger après l'occupation de la Pologne par les forces nazies et soviétiques, pour continuer, au nom du peuple polonais, la lutte contre l'agresseur était reconnu par une majorité de Polonais, par les Alliés et même quelque temps par les Soviétiques.
L'État polonais clandestin avec son pouvoir exécutif, ses partis politiques, son administration et son armée de l'intérieur (Armia Krajowa) n'a pas son équivalent dans d'autres pays de l'Europe occupée. 

## Histoire

### Contexte
Dès les premiers jours de la guerre, la population polonaise se trouva dans une situation très difficile tant sur le territoire incorporé au IIIe Reich que sur celui du Gouvernement général et les territoires occupés par les Soviétiques. La politique de l’occupant allemand visait à éliminer l’élite intellectuelle et dirigeante de la nation polonaise dans le but d’asservir, exploiter au maximum et germaniser le reste de sa population. La terreur était massive et généralisée. La vie quotidienne des Polonais (particulièrement des Juifs, voir Shoah en Pologne) durant la guerre était marquée par les exécutions, les expulsions, les arrestations, les rafles et les déportations dans les camps.

### Organisation
Dans Varsovie occupée, leur plus haut représentant, qui reconnaissait le gouvernement qui se trouvait en exil à Londres durant la guerre, était le Délégué du Gouvernement au Pays (« Delegat Rządu na Kraj »). Fonctionnaient une administration clandestine (avec de nombreux départements responsables de différents domaines de la vie publique, à l’image de ce qui existait en temps de paix) et un système de justice. Dès le début de l’occupation, la Délégation du Gouvernement au Pays (dirigée d’abord par Cyryl Ratajski (en) puis par Jan Piekałkiewicz (en) et Jan Stanisław Jankowski (en)) battit les structures civiles de l’État clandestin. 
Le travail quotidien de la délégation se concentrait dans 15 départements. Les plus importants étaient : 
- département des Affaires intérieures, qui contrôlait les délégués de district et de quartier et préparait le personnel de la future administration, y compris celle qui devait s’installer sur les terres qui devaient être reprises à l’Allemagne (Silésie d’Opole, Poméranie, Prusse orientale) ;
- département de l’Information et de la Presse, qui, avec le Bureau d’Information et de Propagande du Commandement Général de l’Union de la lutte armée (Związek Walki Zbrojnej, ZWZ) puis de l’Armée de l’Intérieur (Armia Krajowa, AK), formait un gigantesque « consortium d’information » ;
- département du Travail et de l’Aide sociale, qui s’occupait des prisonniers politiques et des artistes et enseignants privés de travail. La délégation joua également un rôle important dans le sauvetage des Juifs au sein de Żegota ;
- département de l’Éducation et de la Culture, qui parvint à créer un système d’enseignement clandestin comprenant environ 100 000 élèves et étudiants en 1944. La tâche des travailleurs de ce département était également de protéger les biens culturels du vol ou de la destruction : l'Organisation secrète de l'enseignement ;
- direction de la Lutte civile, qui dépendait directement de la Délégation, disposait d’un tribunal secret, contrôlait l’attitude de la société civile et ses relations avec les occupants.

### Après la guerre
Au début de l’année 1944, en réaction à la création par les communistes liés à l’URSS du Conseil d’État national (« Krajowa Rada Narodowa », KRN) la résistance, soumise au gouvernement légal de la République polonaise en exil, créa un Conseil d’unité nationale (« Rada Jedności Narodowej », RJN). Au début du mois de mai 1944, le président Raczkiewicz mit sur pied un Conseil d’État des Ministres (« Krajowa Rada Ministrów »), qui constituait une partie intégrante du gouvernement de Londres, tandis que le délégué Jan Stanisław Jankowski (en) reçut le statut de vice-Premier ministre. 
Mais, le 1er juillet 1945, après la création du Gouvernement provisoire d’unité nationale (en) (TRJN), dont Stanisław Mikołajczyk fut le vice-Premier ministre, et le retrait de leur reconnaissance des autorités émigrées par les forces occidentales, le Conseil d’unité nationale fut démantelé. Sa dernière action fut l’« Appel du gouvernement d’unité nationale à la Nation polonaise et aux Nations coalisées », dont la partie finale devint le « Testament de la Pologne en lutte » postulant l’idée d’une Pologne indépendante, juste et libre de toute influence extérieure[réf. nécessaire]. 
Le gouvernement polonais en exil continua ses activités jusqu'au 22 décembre 1990, peu après l'élection de Lech Wałęsa à la présidence de la République, après des décennies de régime communiste en Pologne. C'est alors que le président de la République en exercice, Ryszard Kaczorowski, remit au nouveau président démocratiquement élu les insignes de la présidence de la République, au Château royal de Varsovie.